# Richard Hampe
Richard Hermann Hampe (* 10. Mai 1863 in Wien; † 24. Oktober 1931 in Klosterneuburg; bis 1919: Richard Edler von Hampe) war ein österreichischer Beamter und Politiker.

## Leben
Richard Hampe wurde am Bauernmarkt 6 in der Inneren Stadt geboren und in der Peterskirche getauft. Über seinen Vater, den Rechtsanwalt Hermann Hampe, war er ein Enkel des Fürstlich Liechtensteinischen Leibarztes und Entomologen Clemens Hampe. Seine Mutter war Emilie Katharina Kolisko. Seine Eltern waren beide gebürtig in Wien und heirateten am 30. Juli 1862 in der Pfarrkirche Dornbach. Er besuchte in Wien das Akademische Untergymnasium und das Obergymnasium bei den Schotten, an dem er maturierte. Sein Jus-Studium an der Universität Wien schloss er mit dem Doktortitel ab.
Hampe arbeitete zunächst in der Finanzprokuratur, bevor er ins Unterrichtsministerium wechselte. Dort wirkte er für lange Zeit als Referent für Hochschulen technischer Richtung, danach als Referent für die juristischen und katholischen Fakultäten. Er betreute später die allgemeinen Hochschulangelegenheiten und arbeitete im Ministerium schließlich als Sektionschef für Kultur. Hampe war 1918 Minister für Kultus und Unterricht im Ministerium Lammasch, der letzten von Kaiser Karl I. bestellten Regierung der österreichischen Länder. Nach der Ausrufung der Republik gehörte er der Ersparungskommission des Unterrichtsministeriums an. Er engagierte sich ehrenamtlich im Zentralausschuss des Schulvereins für Beamtentöchter in Wien und als erster Vorstand der Gruppe Klosterneuburg des Österreichischen Touristenklubs.

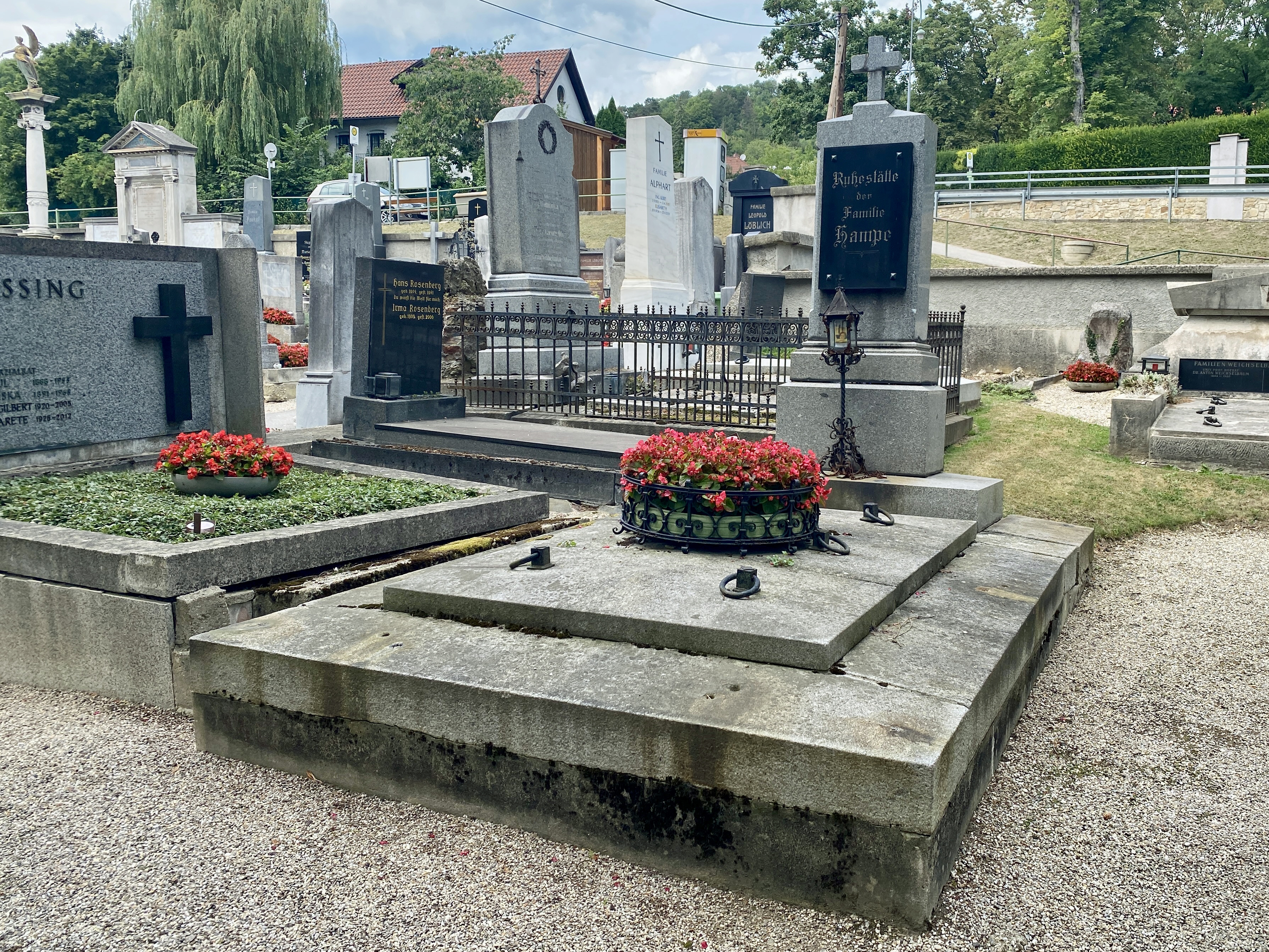
Grab von Richard Hampe

Richard Hampe starb an einer Lungenentzündung. Er wurde am Weidlinger Friedhof (Abteilung M, Nr. 557) bestattet.